# Bilton in Ainsty
Bilton in Ainsty är en by i civil parish Bilton-in-Ainsty with Bickerton, i kommunen North Yorkshire, i grevskapet North Yorkshire, i England. Byn är belägen 13 km från York. Civil parish hade 217 invånare år 1931. Byn nämndes i Domedagsboken (Domesday Book) år 1086, och kallades då Biletone.